# Schwendibach
Schwendibach foi uma comuna da Suíça, no Cantão Berna, com cerca de 255 habitantes. Estendia-se por uma área de 1,5 km², de densidade populacional de 170 hab/km². Confinava com as seguintes comunas: Homberg, Steffisburg, Tune.
A língua oficial nesta comuna era o Alemão.

## História
Em 1 de janeiro de 2020, passou a formar parte da comuna de Steffisburg.